# Gustave Charpentier

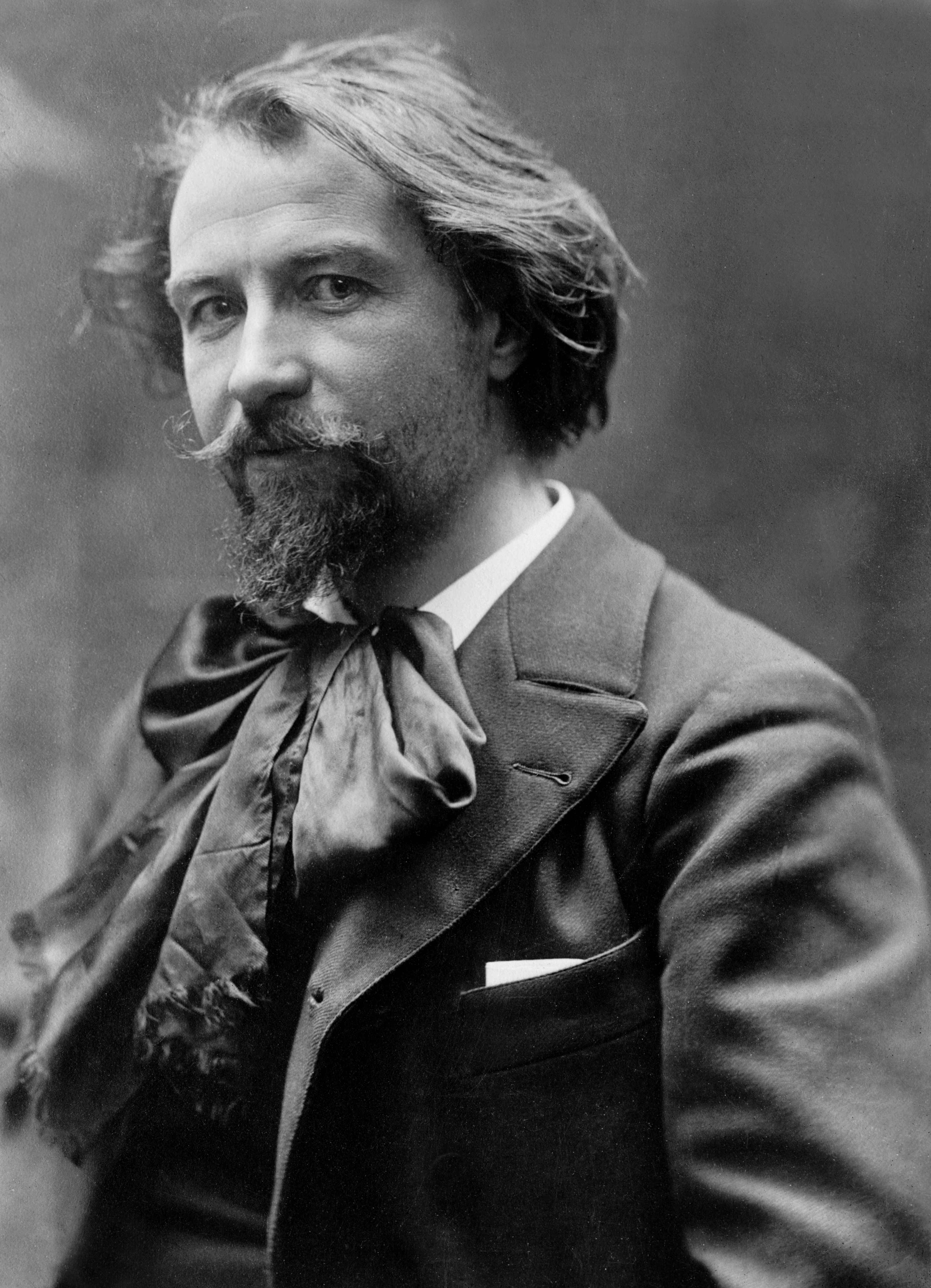
Gustave Charpentier

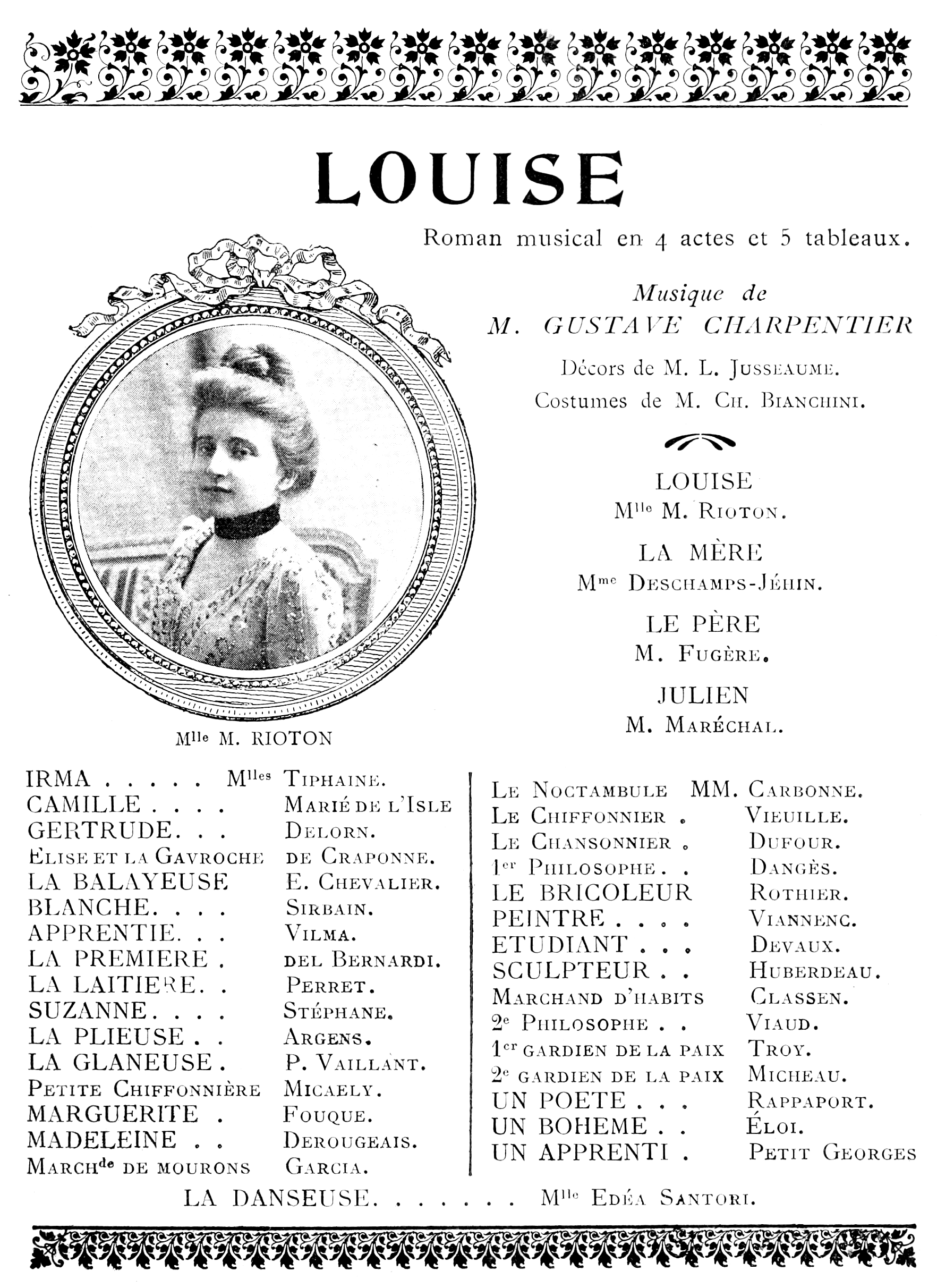
Louise

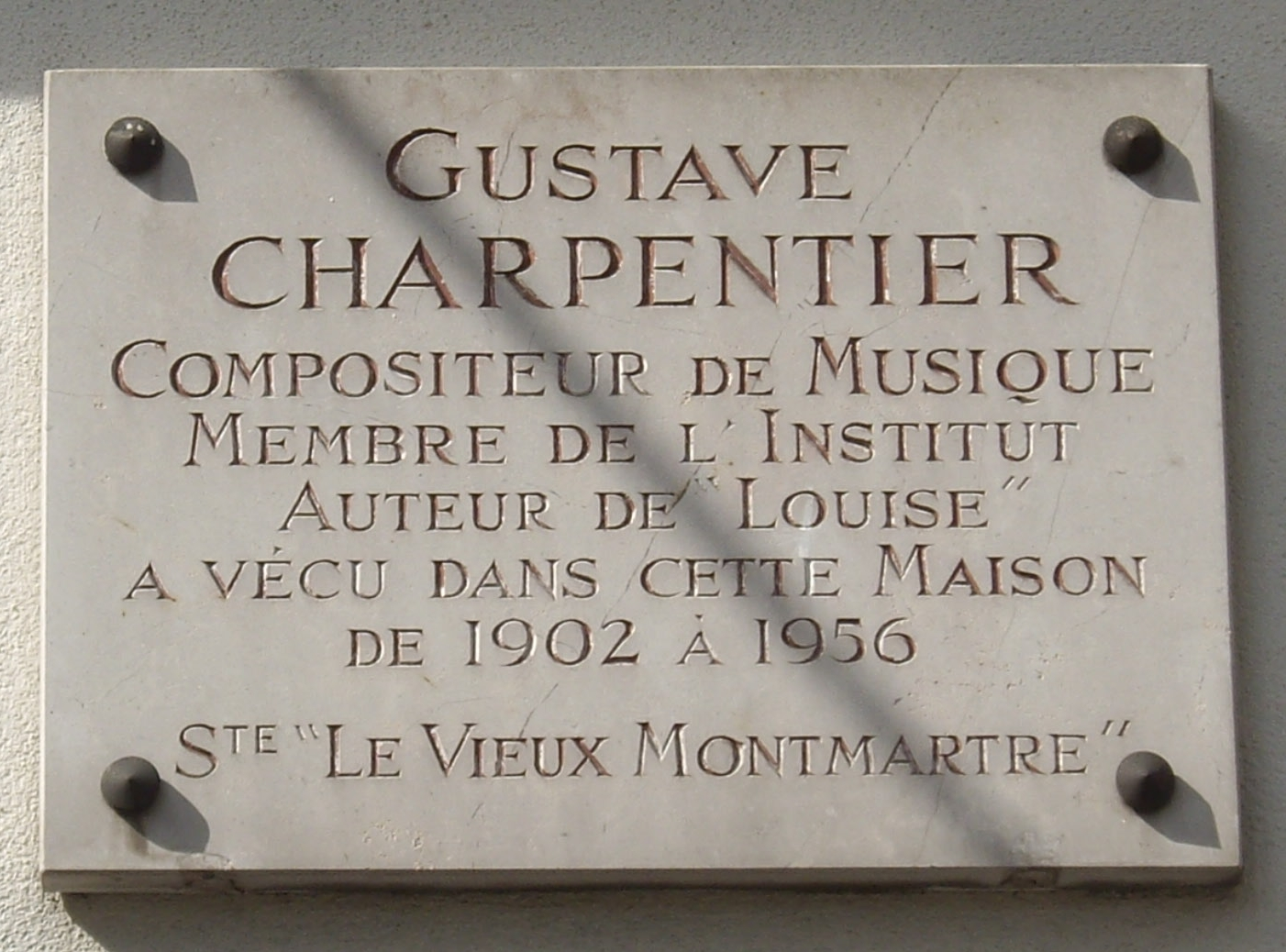
Gedenktafel an 66 Boulevard de Rochechouart in Paris

Gustave Charpentier (* 25. Juni 1860 in Dieuze, Département Moselle; † 18. Februar 1956 in Paris) war ein französischer Komponist,  der vor allem durch seine Oper Louise bekannt wurde. Das Werk thematisiert das Leben und die Sehnsüchte der Pariser Arbeiterklasse. Charpentier engagierte sich zudem stark für die kulturelle Förderung und Anerkennung der Pariser Arbeiterinnen.

## Leben

### Kindheit und Zeit in Tourcoing und Lille 1860 bis 1880
Gustave Charpentiers Vater, ein Bäcker von Beruf, war Amateurmusiker und spielte in seiner Freizeit Violine, Horn und Flöte. Daher erhielt Charpentier schon als Kind ersten Musikunterricht. 1870 floh er mit seiner Familie aus seinem lothringischen Heimatort vor den anrückenden Deutschen nach Tourcoing. Hier erhielt er mit 11 Jahren den ersten formellen Violinunterricht bei Maestro Stappen. Nach fünf Monaten spielte er schon im kommunalen Orchester. Zum Repertoire gehörten Fidelio, Rienzi, Orfeo und L’Etoile du Nord. Ab 1875 arbeitete er in einer Strickerei. Er arbeitete sich vom Weber bis zum Buchhalter hoch. In seiner Freizeit spielte er neben Violine auch Klarinette und organisierte unter den Arbeitern mit Unterstützung von Musikern des lokalen Orchesters ein Instrumentalensemble, mit welchem er Sérénades d’Orchestre veranstaltete, die viel Anerkennung fanden. Diese Zeit begründete auch sein Interesse an der musikalischen Ausbildung aller Bevölkerungsschichten. Seinem Arbeitgeber Albert Lorthiois gab er Unterricht im Violinspiel. Dieser ermöglichte ihm im Gegenzug den Besuch des Konservatoriums in Lille. Hier wurde er vom Geiger M. Martin und in Harmonielehre von M. Lecoq unterrichtet. Nach wenigen Monaten erhielt er einen Prix d’honneur. Nachdem 1878 sein Bemühen um ein staatliches Stipendium für das Pariser Konservatorium zunächst gescheitert war, förderte ihn der Rat der Stadt Tourcoing auf Betreiben Lorthiois mit einem einjährigen Stipendium für ein Studium am Konservatorium in Paris.

### Erste Jahre in Paris bis zur Oper Julien 1880 bis 1913
1881 zog er gemeinsam mit seiner Mutter nach Montmartre. Am Konservatorium studierte er Violine bei Lambert Joseph Massart und Harmonielehre bei Émile Pessard. Er hatte den Ruf seine Studien nicht ernst genug zu betreiben, und wiederholte Späße und Streiche sollen zum Zerwürfnis mit Massart geführt haben. Dieser bescheinigte ihm keine Zukunft als Musiker zu haben und veranlasste die Demission vom Konservatorium. Nach kurzer Zeit beim Militär und als durch die Provinz tingelnder Geiger wurde er 1885 erneut am Konservatorium aufgenommen, dieses Mal mit einer ernsteren Gesinnung. Sein Kompositionslehrer Jules Massenet wurde ihm Freund und Mentor.
1887 erhielt er den Prix de Rome für die Kantate Didon. Er hielt sich von Januar 1888 bis Juni 1890 in Rom auf. In der Villa Medici entstanden seine bedeutendsten Werke, vor allem die Oper Louise, die ihm 1900 nach entbehrungsreichen Jahren einen sensationellen Erfolg bescherte. Der sozialkritische „musikalische Roman“ über die arme Näherin Louise in der Großstadt Paris war ein atmosphärischer, spezifisch französischer Beitrag zum anbrechenden Verismus. 1900 wurde Charpentier zum Ritter der Ehrenlegion ernannt. Er übertrug sein soziales Engagement auch auf andere Bereiche. So gründete er 1902 das Conservatoire Populaire Mimi Pinson, das weiten Bevölkerungsschichten eine musikalische Ausbildung ermöglichte. Er überredete angesehene Musikprofessoren junge arbeitende Frauen in Gesang, Klavier, Harfe, Tanz und Chorgesang zu unterrichten. Mit regelmäßig veranstalteten Konzerten sowohl in Paris als auch in der Provinz, die oft mit einem guten Zweck verknüpft wurden, gab er ihnen eine Bühne in der Öffentlichkeit. Bis 1914 entwickelte sich sein Konservatorium zu einem der erfolgreichsten und dauerhaftesten musikalischen Einrichtungen der Vorkriegszeit. 1912 wurde Gustave Charpentier als Nachfolger von Jules Massenet in die Académie des Beaux-Arts gewählt.
Den Zenit seiner Komponistenlaufbahn hatte er zu jener Zeit jedoch bereits überschritten. An den Erfolg von Louise konnte er 1913 mit seiner als Fortsetzung gedachten Oper Julien nicht anknüpfen. Dem als wahrscheinlich zweiten Werk einer Trilogie geplanten Werk folgte keine Fortsetzung.

### Späte Jahre 1914 bis 1956
Bald darauf verstummte Charpentier als Komponist. Stattdessen widmete er sich der Organisation und Veranstaltung von Konzerten und arbeitete als Musikkritiker. Er war interessiert an den technischen Neuerungen seiner Zeit wie Grammophon, Rundfunk und Film. 1920 wurde er als assoziiertes Mitglied in die Académie royale des Sciences, des Lettres et des Beaux-Arts de Belgique aufgenommen. 1922 wurde er Offizier und 1930 Kommandeur der Ehrenlegion. Noch 1939 wirkte er bei einer Filmfassung seiner Oper Louise des Filmpioniers Abel Gance mit. Nach dem Zweiten Weltkrieg zog er sich aus der Öffentlichkeit zurück und lebte alleine bis zu seinem Tod in Paris.
Gustave Charpentier starb im Alter von 95 Jahren und wurde auf dem Pariser Cimetière du Père-Lachaise zu Grabe getragen.

## Rezeption und Gedenken
In Paris ist das Conservatoire Municipal Gustave Charpentier nach ihm benannt.

## Werke (Auswahl)

### Orchesterwerke
- Impressions d’Italie. Sinfonische Suite (entstanden zwischen 1887 und 1889, bei Heugel 1892 publiziert). I. Serenade II. A la Fontaine III. A Mules IV. Sur les cimes V. Napoli. Das Werk wurde unter anderem 1957 vom L’Orchestre De La Société Des Concerts Du Conservatoire De Paris unter der Leitung von Albert Wolff beim Label Decca Records und 1967 vom Orchestre Théâtre National de l’Opéra-Comique unter Pierre Dervaux beim Label EMI eingespielt. Charpentier selbst spielte Sätze daraus, die auf mehreren Schellackplatten erschienen, beim Label Columbia Records ein. Im Jahr 2011 erschien eine Neueinspielung mit Brussels Philharmonic unter Leitung von Hervé Niquet auf der CD mit Buch Gustave Charpentiere et le prix de Rome beim Label Glossa.
- Orchestersuite Nr. 2, Manuskript durch Feuer zerstört
- Munich. Sinfonische Dichtung (1911)

### Vokalwerke
- Didon. Lyrische Szene (1887 bei Heugel) Text: Augé de Lassus (1841–1914). Charpentier gewann mit der Komposition, die er Jules Massenet gewidmet hatte, 1887 den Prix de Rome. Das Werk erschien am 1. November 2011 in einer Einspielung mit dem Flämischen Rundfunkchor und Brussels Philharmonic unter Leitung von Hervé Niquet auf der CD mit Buch Gustave Charpentiere et le prix de Rome beim Label Glossa. Als Solisten wirkten die Sopranistinnen Manon Feubel und Sabine Devieilhe und der Schweizer Tenor Bernard Richter mit.
- La vie du poète. Sinfonisches Drama für Solostimmen, Chor und Orchester (entstand zwischen 1888 und 1889, vollendet im Januar 1889; Uraufführung: 1892), publiziert bei Paul de Choudens. Text: Gustave Charpentier. Das Werk erschien auf der CD mit Buch Gustave Charpentiere et le prix de Rome.
- La chanson du chemin für Sopran, Tenor, Frauenstimmen und Klavier (1893)
- Poèmes chantés, Lieder für Singstimme und Klavier (1894 bei Heugel publiziert): I La Petite frileuse, Text: J. L. Guez (1885) II Priére [Gebet], Text: Émile Blémont (1888) III A une fille de Capri, Text: L. Puech (1889) IV Chanson automne, Text: Paul Verlaine (1890) V La Cloche félée, Text: Charles Baudelaire (1890) VI Complainte, Text: Camille Mauclair (1893) VII Les Trois Sorciéres, Text: Camille Mauclair (1893) VIII La Musique, Text: Charles Baudelaire (1894)
- Poèmes chantés, Lieder für Singstimme und Orchester (1894) I A mules, Text: Joseph Méry. Transkribiert aus der Szene Nr. 3 der Impressions d’Italie für Bariton und Frauenchor (1893) II Parfum exotique, Text: Charles Baudelaire, für Tenor oder Sopran und kleinen Frauenchor (1893) III La Chanson du Chemin, Text: Charles Baudelaire, Duo für Tenor oder Sopran und kleinen Frauenchor (1893) IV Les Chevaux de Bois, Text: Paul Verlaine (1893) V Allegorie Text: G. Vanor, für Sopran oder Tenor und kleinen Frauenchor (1894)
- Impressions fausses für Bariton, Männerstimmen und Orchester (1894), Text: Paul Verlaine I La veilée rouge für Bariton und Männerchor (1894) II La Ronde des Compagnons für Bariton und Männerchor (1894)
- Les fleurs du mal für Singstimme und Klavier (1895 bei Heugel publiziert) Text: Charles Baudelaire. I Les Yex de Berthe (1895) II Le jet d’eau (1895) auch als Orchesterfassung III La Mort des amants (1895) IV L’Invitation au voyage (1895)
- Sérénade à Watteau für Solostimmen, Chor und Orchester (Uraufführung: 1896, publiziert bei Heugel), Text: Paul Verlaine. Die Uraufführung fand im Jardin du Luxembourg zur Einweihung des dortigen Denkmals Antoine Watteaus statt.[4]
- Le couronnement de la muse für Solostimmen, Chor und Orchester (Uraufführung im Juni 1897 im Nouveau Théâtre in Paris)[4]
- Le chant d’apothéose für Solostimmen, Chor und Orchester (1902). Text: Saint-Georges de Bouhélier. Aufgeführt zum 100. Geburtstag Victor Hugos
- Triptyque (1913) I L’amour au Faubourg II Commediante III Tragediante (unveröffentlicht)
- La vie féerique. Filmszenen für Singstimme und Orchester (nach 1913)
- zahlreiche Einzellieder

### Opern
- Louise (1888–1897). Roman musical (Oper). Libretto: Gustave Charpentier. UA 1900 an der Opéra-Comique in Paris
- Julien ou La vie du poète. Poème lyrique (Oper). Libretto: Gustave Charpentier. UA 1913 an der Opéra-Comique in Paris
- L’Amour au faubourg (1910–1913; Fragment). Drame lyrique (Oper). Libretto: Gustave Charpentier. – Späterer Arbeitstitel: Duthoit. Épopée populaire
- Orphée. Légende lyrique (Oper) in 4 Akten (vermutlich 2 davon vertont). Libretto: Gustave Charpentier
- Eros (Fragment)
- Julie (Fragment)